# بوزوليوني
بوزوليوني (بالإيطالية: Pozzoleone)‏ هي مدينة في مقاطعة فشنزة بمنطقة فنيتة، شمال إيطاليا.